# تاريخ العلوم والتقانة في شبه القارة الهندية

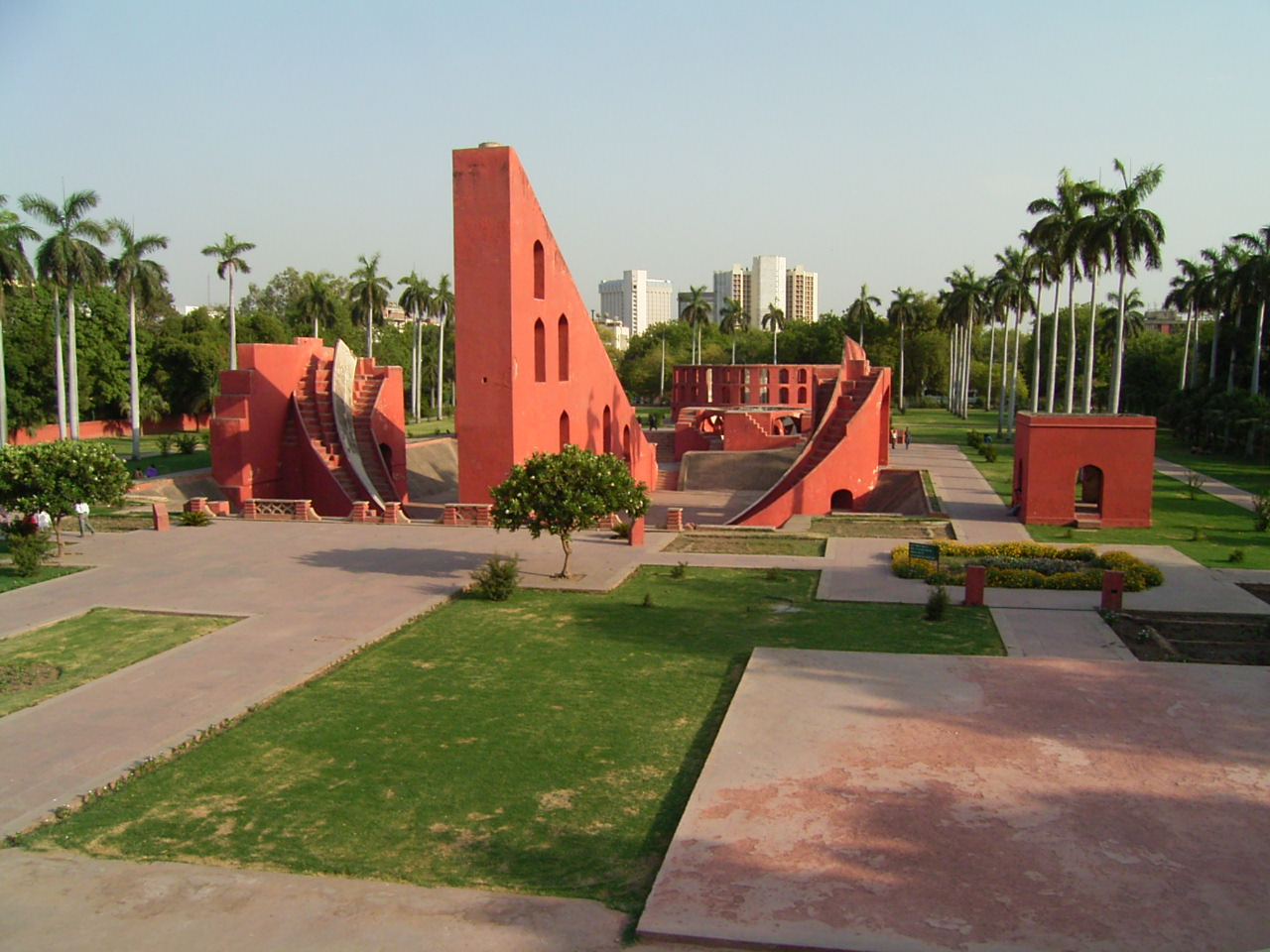

يبدأ تاريخ العلوم والتكنولوجيا في شبه القارة الهندية بالنشاط البشري لما قبل التاريخ في حضارة وادي السند إلى الدول والإمبراطوريات المبكرة. بعد الاستقلال، شملت العلوم والتكنولوجيا في جمهورية الهند هندسة السيارات، وتكنولوجيا المعلومات، وتكنولوجيا الاتصالات، وعلوم الفضاء، بالإضافة إلى العلوم القطبية، والنووية.

## قبل التاريخ
بحلول عام 5500 قبل الميلاد، ظهر عدد من المواقع المشابهة لمهرغاره، والتي شكلت أساسًا لثقافات العصر النحاسي. حافظ سكان هذه المواقع على علاقات تجارية مع الشرق الأدنى وآسيا الوسطى.
تطور الري في حضارة وادي السند بنحو 4500 قبل الميلاد. نما حجم وازدهار حضارة السند نتيجة لهذا الابتكار، مما أدى في النهاية إلى المزيد من المستوطنات المخطط لها مع استغلال تصريف المياه ومجاري الصرف الصحي. تطورت أنظمة معقدة للري وتخزين المياه من قبل حضارة وادي السند، بما في ذلك الخزانات المائية الصناعية في غيرنار التي يرجع تاريخها إلى عام 3000 قبل الميلاد، وأيضًا نظام الري المبكر للقناة الذي يعود إلى عام 2600 قبل الميلاد تقريبًا. كان القطن يُزرع في المنطقة في الفترة بين عامي 5000 و4000 قبل الميلاد. كان قصب السكر في الأصل من جنوب وجنوب شرق آسيا الاستوائية. يُحتمل أن الأنواع المختلفة قد نشأت في مواقع مختلفة، مع نشأة قصب باربيري في الهند، وقدوم قصب إيدول والقصب المخزني من غينيا الجديدة.
طور سكان وادي السند نظامًا للتوحيد المعياري، باستخدام الأوزان والمقاييس، كما يتضح من عمليات التنقيب التي أجريت في مواقع وادي السند. أتاح هذا التوحيد المعياري الفني استخدامًا فعالًا لأجهزة القياس في القياسات الزاوية والقياس من أجل البناء. عُثِر على المعايرة أيضًا في أجهزة القياس جنبًا إلى جنب مع أقسام متعددة في بعض الأجهزة. يوجد واحد من أوائل الأرصفة المعروفة في لوتهال (2400 قبل الميلاد)، ويقع بعيدًا عن التيار الرئيسي لتجنب ترسب الطمي. لاحظ علماء المحيطات الحديثون أن الهارابايين لا بد وأنهم كانوا يمتلكون المعرفة المتعلقة بالمد والجزر من أجل بناء مثل هذا الرصيف على مسار التيارات المتغير باستمرار لنهر السبرماتي، إضافة إلى علم بالمسح البحري النموذجي والهندسة البحرية.
أسفرت الحفريات في بالاكوت (تقريبًا 2500-1900 قبل الميلاد)، وهي باكستان في الوقت الحاضر، عن دليل على وجود فرن حرارة عالية مبكر. استُخدِم الفرن على الأرجح في صناعة الأغراض الخزفية. نُقِّب عن أفران يرجع تاريخها إلى مرحلة الحضارة أثناء اكتمال نضجها (تقريبًا 2500-1900 قبل الميلاد) في بالاكوت. يقدم موقع كاليبانغان الأثري مزيدًا من الأدلة على وجود كوانين على شكل أوانٍ، والتي عثر عليها على الأرض وتحت الأرض في أحد المواقع. عُثِرعلى قمائن تستخدم النيران وغرف للقمائن في موقع كاليبانغان.
استنادًا إلى الأدلة الأثرية والنصية، يتتبع جوزيف إي. شوارتزبرغ (2008) - أستاذ فخري في الجغرافيا بجامعة منيسوتا - أصول علم رسم الخرائط الهندي إلى حضارة وادي السند (تقريبًا 2500-1900 قبل الميلاد). كان استخدام المخططات الإنشائية الواسعة النطاق والرسومات الكونية والمواد الخرائطية معروفًا في الهند ببعض الانتظام منذ الفترة الفيدية (الألفية الثانية - الأولى قبل الميلاد). كانت الظروف المناخية مسؤولة عن تدمير معظم الأدلة، ومع ذلك، فإن عددًا من أدوات المسح ومتحسسات القياس القضيبية التي عُثِر عليها قد أعطت أدلة مقنعة على نشاط رسم خرائط مبكر. يقول شوارتزبرغ (2008) - حول موضوع الخرائط الباقية - أنه «على الرغم من أنها ليست عديدة، إلا أن هنالك عدد من الرسومات التي تشبه الخرائط على الجدران تظهر بين الآلاف من لوحات الكهوف الهندية التي تعود إلى العصر الحجري، ويُعتقد أن مخططًا واحدًا على أقل تقدير من العصر الحجري المتوسط يمثل تخطيطًا للكون».
يعود دليل أثري إلى محراث تجره حيوانات إلى عام 2500 قبل الميلاد في حضارة وادي السند. يرجع تاريخ أقدم سيوف النحاس التي اكتُشِفَت في مواقع الهارابان إلى عام 2300 قبل الميلاد. عُثِرَ على السيوف في الاكتشافات الأثرية في جميع أنحاء دواب (قطعة أرض) منطقة الغانج-جامونا في الهند، والتي يتكون بعضها من البرونز، ولكن النحاس أكثر شيوعًا.

## الممالك الوسطى (230 ق.م. - 1206 م)
يذكر الأرتهاشاسترا الخاص بتشانكيا بناء السدود والجسور. كان استخدام الجسور المعلقة باستخدام سلسلة مضفرة من الخيزران والحديد مرئيًا بحلول القرن الرابع تقريبًا. شُيد ستوبا، وهو شكل أولي للباغودا والتوري، في القرن الثالث قبل الميلاد. تعود الآبار المدرجة المحفورة في الصخر إلى الفترة منذ 200 حتى 400 م. في وقت لاحق، شُيدت الآبار في ضانك (550-625 م) والبرك المدرجة في بهينمال (850-950م).
خلال الألفية الأولى قبل الميلاد، تأسست مدرسة فايشيشيكا للذرية. كان أهم مناصري هذه المدرسة هو كانادا، الفيلسوف الهندي الذي عاش نحو عام 600 قبل الميلاد. اقترحت المدرسة أن الذرات أبدية وغير قابلة للتجزئة، ولا يمكن استحداثها أو تدميرها، وأن كل واحدة تمتلك فيشيشا خاصة بها (فردانية). قُدِّمت تفاصيل أكثر عن الموضوع من قبل المدرسة البوذية للذرية، والتي كان الفيلسوفان دارماكرتي وديغناغا في القرن السابع الميلادي من أهم مناصريها. لقد اعتبرا أن الذرات تكون بحجم نقطة، وبلا حدود زمنية، ومصنوعة من الطاقة.
في بداية الحقبة العامة، كان الزجاج يُستخدم للزينة والتغليف في المنطقة. أضاف التواصل مع العالم اليوناني الروماني تقنيات أحداث، وتعلم الحرفيون المحليون أساليب صب الزجاج وتزيينه وتلوينه في القرون الأولى للحقبة العامة. تكشف فترة ساتافاهانا أيضًا عن أسطوانات قصيرة من الزجاج المركب، من بينها تلك التي تعرض قالبًا أصفر ليموني مغطى بالزجاج الأخضر. نشأ الفولاذ الهندواني في المنطقة قبل بداية الحقبة العامة، وجرى تصديره وتداوله في جميع أنحاء أوروبا، والصين، والعالم العربي، وأصبح مشهورًا بشكل خاص في الشرق الأوسط، حيث أصبح يُعرف باسم الفولاذ الدمشقي. تشير الدلائل الأثرية إلى أن عملية تصنيع الفولاذ الهندواني كانت موجودة أيضًا في جنوب الهند قبل العصر المسيحي.
يأتي الدليل على استخدام أدوات القوس في عملية النَدْف من الهند (القرن الثاني الميلادي). نشأ تعدين الماس واستخدامه المبكر كأحجار كريمة في الهند. كانت غولكوندا بمثابة مركز مبكر مهم لاستخراج ومعالجة الماس، كما أنه صُدِّر آنذاك إلى أجزاء أخرى من العالم. تأتي إشارة مبكرة إلى الماس من النصوص السنسكريتية، كما يذكر الأرتهاشاسترا أيضًا تجارة الألماس في المنطقة. شُيد العمود الحديدي لدلهي في زمن شاندراغوبتا الثاني فيكراماديتا (375-413)، الذي ظل قائمًا دون أن يصدأ لنحو ألفي عام. يشرح الرازرتانا ساومشيا وجود نوعين من الخامات لمعدن الزنك، أحدهما مثالي لاستخراج المعادن بينما يستخدم الآخر للأغراض الطبية.
أصول عجلة المغزل غير واضحة ولكن الهند هي أحد الأماكن المحتملة لأن تكون قد نشأت فيها. من المؤكد أن الجهاز قد وصل إلى أوروبا من الهند بحلول القرن الرابع عشر. اخترع محلج القطن في الهند كجهاز ميكانيكي يعرف باسم شاركي، «الأسطوانة الخشبية الدودية». كان هذا الجهاز الميكانيكي، في بعض أجزاء المنطقة، يعمل بالطاقة المائية. تسفر كهوف أجانتا عن أدلة على وجود محلج قطن واحد مستخدم في القرن الخامس. استُخدِم محلج القطن هذا حتى ظهرت المزيد من الابتكارات في شكل محالج تعمل بالقدم. تؤكد الوثائق الصينية بعثتين على الأقل إلى الهند، انطلقتا في عام 647، للحصول على التكنولوجيا لتكرير السكر. عادت كل بعثة بنتائج مختلفة فيما يتعلق بتكرير السكر. كان بينغالا (300 - 200 قبل الميلاد) منظرًا موسيقيا كتب أطروحة سنسكريتية عن العَرُوض. هنالك دليل على عثور بينغالا على كل من مثلث باسكال والمعاملات الثنائية في عمله على تعداد المجموعات المقطعية، على الرغم من أنه لم يكن لديه معرفة بنظرية ذات الحدين نفسها. عُثر على وصف للأعداد الثنائية أيضًا في أعمال بينغالا. طور الهنود استخدام قانون العلامات في الضرب. استُخدِمت الأرقام السالبة والمطروح في شرق آسيا منذ القرن الثاني قبل الميلاد، وكان علماء الرياضيات الهنود على دراية بالأرقام السالبة بحلول القرن السابع الميلادي، وفُهِم دورهم في المشكلات الرياضية للديون. على الرغم من أن الهنود لم يكونوا أول من استخدم المطروح، إلا أنهم كانوا أول من أسس «قانون العلامات» فيما يتعلق بضرب الأعداد الموجبة والسالبة، والذي لم يظهر في نصوص شرق آسيا حتى عام 1299. صيغت قواعد متسقة وصحيحة في الغالب للتعامل مع الأعداد السالبة، وقد أدى نشر هذه القواعد إلى نقلها بواسطة الوسطاء العرب إلى أوروبا.
يعود نظام العد العشري باستخدام الهيروغليفية إلى 3000 قبل الميلاد في مصر، واستُخدِم لاحقًا في الهند القديمة حيث تطور نظام الترقيم الحديث. بحلول القرن التاسع الميلادي، كان نظام العد الهندي العربي قد انتقل من الهند عبر الشرق الأوسط وإلى بقية العالم. يعزى مفهوم 0 كرقم وليس مجرد رمز للانفصال إلى الهند. في الهند، أُجرِيَت حسابات عملية باستخدام الصفر، والذي كان يُتعامل معه مثل أي رقم آخر بحلول القرن التاسع الميلادي، حتى في حالة القسمة. تمكن براهماغوبتا (598–668) من إيجاد حلول (تكاملية) لمعادلة بيل. يعود التصميم النظري لآلة حركة أبدية الخاص ببهاسكارا الثاني لعام 1150. وصف عجلة زعم أنها سوف تستمر في الحركة إلى الأبد.
استُخدِمت الدوال المثلثية للجيب والسهم، والتي كان من السهل أن تستمد منها جيب التمام، من قبل عالم الرياضيات، أريابهاتا، في أواخر القرن الخامس. ذُكرت مبرهنة حساب التفاضل والتكامل المعروفة الآن باسم «مبرهنة رول» من قبل عالم الرياضيات، بهاسكارا الثاني، في القرن الثاني عشر.
استُخدِم اللون النيلي كصبغة في الهند، والتي كانت أيضًا مركزًا رئيسيًا لإنتاجه ومعالجته. استُحدِثت تنوعات النيلة الزرقاء من النيلي في الهند. شق النيلي، مع استخدامه كصبغة، طريقه إلى الإغريق والرومان عبر طرق التجارة المختلفة، وكان ينظر إليه على أنه منتج فاخر. استُخدِمت ألياف صوف الكشمير، والمعروفة أيضًا باسم البشمين أو البشمينة، في شالات الكشمير المصنوعة يدويًا. يُذكر وجود الشالات الصوفية من منطقة كشمير بين القرن الثالث قبل الميلاد والقرن الحادي عشر الميلادي. اكتُشِف السكر المتبلور بحلول فترة حكم سلالة جوبتا، وأقرب إشارة إلى السكر المحلى تأتي من الهند. كان الجوت يُزرع في الهند. سُمي الموسلين على اسم المدينة التي اكتشفه فيها الأوروبيون لأول مرة، الموصل، في ما يعرف الآن بالعراق، ولكن النسيج نشأ بالفعل من دكا، في ما يعرف الآن ببنغلاديش. في القرن التاسع، دون تاجر عربي يدعى سليمان أن أصل المادة في البنغال (والمعروفة باسم روهمال باللغة العربية).
استنسخ العالم الأوروبي فرانشيسكو لورنزو بوليه عددًا من الخرائط الهندية في رائعته لا كارتوجرافيا أنتيكا ديل إنديا (رسم الخرائط القديم للهند)، من بين هذه الخرائط، استُنسخت خريطتان باستخدام مخطوطة من لوكابركاسا، التي تجمعت في الأصل كمصدر من قبل الموسوعي كسيمندرا (كشمير، القرن الحادي عشر الميلادي). أما المخطوطة الأخرى، التي استخدمها فرانشيسكو الأول كمصدر، فهي بعنوان سامغراهع. 
تتضمن السامرنجانا سوتردهارا، وهي أطروحة سنسكريتية من كتابة بهوجا (القرن الحادي عشر)، فصلًا عن بناء المخترعات الميكانيكية (الأوتوماتا)، بما في ذلك النحل والطيور الميكانيكية، والنوافير على شكل البشر والحيوانات، والدمى من الذكور والإناث التي تعبئ مصابيح الزيت، وترقص، وتعزف على الآلات، وتعيد تمثيل المشاهد من الأساطير الهندوسية.